# Groei (Munir de Vries)
Groei is een artistiek kunstwerk in Amsterdam-Zuidoost.
Het betreft een muurschildering van Munir de Vries uit mei 2020 die de voor- en zijgevel siert van het gebouw Bijlmerplein 876 in winkelcentrum (buurt) Amsterdamse Poort. De muurschildering werd gezet vooruitlopend op een grote aanpak van de buurt. Aan buurtbewoners werd in workshops (december 2019-maart 2020) gevraagd hun toekomstideeën in graffiti (in een werkplaats) vast te leggen. De Vries maakte aan de hand van die "schetsen" een grote muurschildering. 
Een jaar eerder had Munir de Vries de Muurschildering Reigersbos gezet, elders in Amsterdam-Zuidoost.